# Nabeshima Katsushige
Nabeshima Katsushige est un nom japonais traditionnel ; le nom de famille (ou le nom d'école), Nabeshima, précède donc le prénom (ou le nom d'artiste).
Nabeshima Katsushige (鍋島勝茂, 4 décembre 1580-7 mai 1657) est un daimyo japonais du début de l'époque d'Edo. Fils de Nabeshima Naoshige, il fut gouverneur du domaine de Saga.
Au moment de sa naissance, son père était un vassal senior du clan Ryūzōji. Il est brièvement adopté par Egami Ietane, second fils de Ryūzōji Takanobu, avant de retourner dans sa famille d'origine.
En 1597, il rejoint son père en Corée pour participer à une action défensive à Ulsan. Durant la campagne de Sekigahara, il combat au sein de l'armée de l'Ouest et attaque les châteaux de Fushimi et d'An'nōzu. Il ne participe pas à la bataille de Sekigahara et se soumet à Tokugawa Ieyasu peu de temps après la défaite.
Devenu daimyo du domaine de Saga en 1607, il le restera jusqu'à sa mort en 1657.

## Source de la traduction
- (en) Cet article est partiellement ou en totalité issu de l’article de Wikipédia en anglais intitulé « Nabeshima Katsushige » (voir la liste des auteurs).